# Kabupaten de Probolinggo
Pour les articles homonymes, voir Probolinggo (homonymie).

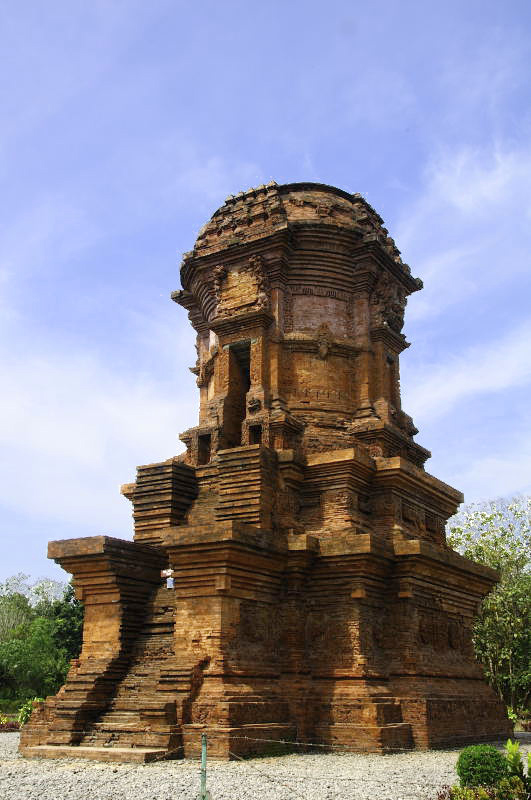
Le Candi Jabung

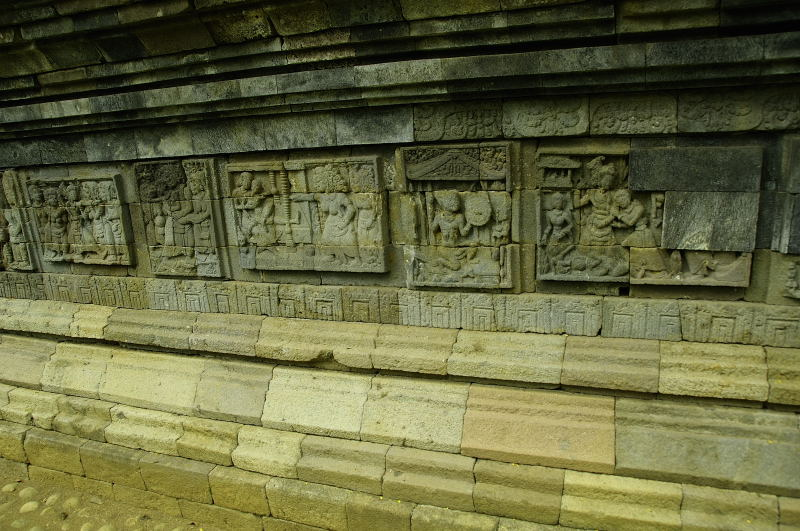
Bas-relief du Candi Kedaton

Le kabupaten de Probolinggo, en indonésien Kabupaten Probolinggo, est un kabupaten situé dans la province indonésienne de Java oriental. Son chef-lieu est la ville de Probolinggo, qui a le statut de kota et est administrativement distincte du kabupaten.
Comme le reste de cette région, le kabupaten a une importante population maduraise en plus des Javanais proprement dits.

## Géographie
Le kabupaten est bordé :
- Au nord, par le détroit de Madura,
- À l'est, par le kabupaten de Situbondo,
- Au sud, par ceux de Jember et Blitar et
- À l'ouest, par celui de Pasuruan.

## Histoire
Sous le règne de Hayam Wuruk de Majapahit (1350-89), Probolinggo s'appelait Banger, nom du fleuve qui traverse la région. Ce nom nous est connu par le Nagarakertagama, un poème épique écrit en 1365. À l'époque du Bhre Wirabumi, prince de Blambangan, Banger dépendait de cette principauté et constituait la frontière entre celle-ci et Majapahit. Banger sera l'objet d'une rivalité entre Wirabumi et le roi Wikramawardhana de Majapahit (règne 1389-1427), épisode connu dans la tradition javanaise sous le nom de "guerre de Paregreg".
On ne sait pas grand-chose de la région jusqu'au début du XVIIIe siècle. Dans son ouvrage intitulé Oud en Nieuw Oost-Indiën vervattende een naaukeurige en uitvoerige verhandelinge van Nederlands mogentheyd in die gewesten et paru en 1724, le naturaliste et explorateur hollandais François Valentijn, qui parcourt l'archipel pour évangéliser ses populations, ne mentionne pas la région de Probolinggo, qui dépend alors du royaume de Mataram. En 1743, la VOC (Compagnie néerlandaise des Indes orientales) impose par traité au sunan (roi) Pakubuwono II de Mataram de lui céder la région à l'est de Pasuruan, y compris Banger. En 1746, elle élève Djojolelono à la dignité de premier bupati de Banger avec le titre de tumenggung. Djojolelono était un fils de Kiem Boen, un Chinois qui occupait la fonction de patih (adjoint) du bupati de Pasuruan, le Tumenggung Wironagoro. Lorsque Nicolas Hartingh, gouverneur de la côte nord de Java, cède la place à son successeur Ossenbergh en 1761, il décrit Banger comme étant bien située.
Djojolelono se retire en 1768. La VOC lui nomme comme successeur Raden Tumenggung Djojonegoro, fils de Raden Tumenggung Tjondronegoro, le 10e bupati de Surabaya. Djojonegoro fait arrêter Djojolelono. La tombe de ce dernier est un lieu de pèlerinage. Djojonegoro fait construire la mosquée Jami’ en 1770. Il change le nom de Banger en "Probolinggo" (probo : "rayon", linggo : "mât, poteau"). Djojonegoro est enterré derrière la mosquée Jami’.
À la fin du XVIIIe siècle, la VOC contrôle la totalité du Pasisir (la côte nord de Java), y compris Probolinggo. Lors des guerres napoléoniennes, le gouverneur général Daendels (1808-11) entreprend la construction d'une "Grande route postale" (Groote Postweg) reliant l'ouest à l'est de l'île. Le blocus auquel les Anglais soumettent Java rend difficile l'arrivée de fonds depuis les Pays-Bas. Pour financer son entreprise, Daendels décide de vendre des terres gouvernementales à de riches marchands. A Probolinggo, il vend en 1810 à un Chinois, Han Kik Ko, une terre qui s'étend de Ketapang à l'ouest à Dringu à l'est, et de Wonoasih au nord à Mayangan au sud. Le gouvernement colonial élève Han Kik Ko à la dignité de bupati de Probolinggo (1810-1813). À l'époque, l' afdeling (circonscription) de Probolinggo a une superficie de 36,5 miles carrés couvrant 382 villages. Sa population est de 39 982 habitants, dont 38 800 indigènes, 629 Chinois, 61 Européens, 22 Malais et 161 autres. En 1813, alors que Raffles est lieutenant-gouverneur de Java, éclate une rébellion contre Han Kik Ko, soutenue par les Anglais. Han Kik Ko est tué lors du soulèvement et sa famille se réfugie à Pasuruan. Le cimetière des soldats anglais morts durant ce soulèvement se trouve à l'est de la place centrale de Probolinggo.
En 1855, Probolinggo est élevée au rang de chef-lieu de residentie. En 1905, la ville devient une gemeente (municipalité).

## Économie
À l'époque des Indes néerlandaises, Probolinggo était un important centre de raffinage et d'exportation de sucre, qui reste un des principaux produits de la région.
Probolinggo est un important port de pêche.
La centrale thermique de Paiton dans le village de Binor fournit une partie importante de l'électricité de Java. Le charbon provient de Kalimantan, la partie indonésienne de l'île de Bornéo. Paiton possède actuellement 6 unités en fonctionnement :
- Les unités 1 et 2, les plus petites, ont une capacité totale de 800 MW et appartiennent à la compagnie d'électricité d'État PLN.
- Les unités 5 et 6 ont une capacité totale de 1260 MW et appartiennent à l'entreprise privée PT Jawa Power.
- Les unités 7 et 8 ont une capacité totale de 1200 MW et appartiennent à l'entreprise privée PT Paiton Energy Co.

La construction des unités 3 et 4 devait commencer fin 2008.

## Culture
Pour les Javanais, Probolinggo est connue pour ses mangues, appelées manalagi.

## Archéologie
- Le Candi Jabung se trouve dans le village de Jabung, dans le district de Paiton (7° 44′ 07″ S, 113° 28′ 18″ E). C'est une construction en briques orientée vers l'ouest. Il est constitué d'une base quadrangulaire sur laquelle repose un corps cylindrique surmonté d'un stupa. Une inscription sur la porte du temple porte la date de 1276 de l'ère Saka, soit 1354 apr. J.-C., qui correspond à l'âge d'or du royaume de Majapahit. Jabung a été identifié comme étant le Bajrajinaparamitapura cité dans le Nagarakertagama, un poème épique écrit en 1365 sous le règne du roi Hayam Wuruk de Majapahit, qui aurait visité le temple en 1359. Jabung y est décrit comme un monument funéraire dédié à Bhra Gundul, un parent du roi.
- Le Candi Kedaton (qu'il ne faut pas confondre avec le Kedaton du site de Trowulan, ni celui du temple de Muara Jambi à Sumatra) est situé au pied du plateau de Yang, dans le hameau de Lawang Kedaton, village d'Andungbiru, district de Tiris. Sur l'un des côtés de l'escalier figure la date de 1292 de l'ère Saka, soit 1370 apr. J.-C. Le Candi Kedaton possède 33 panneaux de bas-reliefs sur le pourtour de sa base, qui dépeignent entre autres les récits de l' Arjunawiwaha,du Bhomakawya et du Garudeya.